# Harun Tekin
Harun Tekin (Menemen, 1989. június 17. –) török válogatott labdarúgó, a Kocaelispor játékosa.

## Pályafutása

### A válogatottban
Bekerült a 2016-os labdarúgó-Európa-bajnokságra készülő török válogatott keretébe, de csak 2017. március 27-én debütált a Moldova elleni 3–1-re végződő barátságos mérkőzésen.

## Sikerei, díjai
- İstanbul Güngörenspor
  - Török harmadosztály: 2009-10